# William Popp (Fußballspieler)
William Popp (japanisch ポープ・ウィリアム Popp William; * 21. Oktober 1994 in Hino) ist ein japanischer Fußballspieler.

## Karriere
Popp erlernte das Fußballspielen in den Jugendmannschaften vom Hino Owada SC und Tokyo Verdy. Bei Tokyo Verdy unterschrieb er 2013 auch seinen ersten Profivertrag. Der Verein, der in der Präfektur Tokio beheimatet ist, spielte in der zweithöchsten Liga des Landes, der J2 League. 2016 wechselte er auf Leihbasis zum Ligakonkurrenten FC Gifu nach Gifu. Für den Verein stand er viermal in der zweiten Liga im Tor. Die Saison 2017 spielte er ebenfalls auf Leihbasis beim Erstligisten Kawasaki Frontale in Kawasaki. Nach der Ausleihe wurde er von Frontale fest unter Vertrag genommen. 2019 lieh ihn der Ligakonkurrent Ōita Trinita aus Ōita aus. Fagiano Okayama, ein Zweitligist aus Okayama, lieh ihn die Saison 2020 aus. Für Fagiano absolvierte er vierzig Zweitligaspiele. Im Januar 2021 wechselte er ablösefrei zu seinem ehemaligen Verein Ōita Trinita. Am Saisonende 2021 belegte er mit Ōita den achtzehnten Tabellenplatz und musste in zweite Liga absteigen. Nach dem Abstieg verließ er den Verein und schloss sich dem Zweitligisten FC Machida Zelvia aus Machida an. Am Ende der Saison 2023 feierte er mit Machida die Zweitligameisterschaft sowie den Aufstieg in die erste Liga. Nach dem Aufstieg verließ er den Verein und schloss sich im Januar 2024 dem Erstligisten Yokohama F. Marinos an.

## Erfolge
Kawasaki Frontale
- Japanischer Meister: 2017, 2018
- Japanischer Ligapokalfinalist: 2017

FC Machida Zelvia
- Japanischer Zweitligameister: 2023  ▲